# Бирсеу-де-Сус
Бирсеу-де-Сус (рум. Bârsău de Sus) — село у повіті Сату-Маре в Румунії. Адміністративний центр комуни Бирсеу.
Село розташоване на відстані 415 км на північний захід від Бухареста, 33 км на південний схід від Сату-Маре, 95 км на північ від Клуж-Напоки.

## Населення
За даними перепису населення 2002 року у селі проживали 1835 осіб, з них 1834 особи (99,9%) румунів. Усі жителі села рідною мовою назвали румунську.